# Ixim
|  | Aquest article tracta sobre la població. Vegeu-ne altres significats a «riu Ixim». |

Ixim - Ишим (rus) - és una ciutat de l'óblast de Tiumén, a Rússia.

## Història
El 1687 l'slobodà Korkina fou construïda a la vora del riu Ixim. A partir del 1721 ja s'hi celebraven mercats i fires regularment. Un decret de Caterina II reanomenà la vila Ixim el 1782, que esdevingué la capital de l'uiezd d'Ixim. El 1913 la via ferroviària entre Tiumén i Omsk passà per primer cop per Ixim.

## Geografia

### Clima
| Paràmetres climàtics mitjans de Ixim    | Paràmetres climàtics mitjans de Ixim | Paràmetres climàtics mitjans de Ixim | Paràmetres climàtics mitjans de Ixim | Paràmetres climàtics mitjans de Ixim | Paràmetres climàtics mitjans de Ixim | Paràmetres climàtics mitjans de Ixim | Paràmetres climàtics mitjans de Ixim | Paràmetres climàtics mitjans de Ixim | Paràmetres climàtics mitjans de Ixim | Paràmetres climàtics mitjans de Ixim | Paràmetres climàtics mitjans de Ixim | Paràmetres climàtics mitjans de Ixim | Paràmetres climàtics mitjans de Ixim |
| Mes                                     | Gen.                                 | Feb.                                 | Mar.                                 | Abr.                                 | Mai.                                 | Jun.                                 | Jul.                                 | Ago.                                 | Set.                                 | Oct.                                 | Nov.                                 | Des.                                 | Anual                                |
| --------------------------------------- | ------------------------------------ | ------------------------------------ | ------------------------------------ | ------------------------------------ | ------------------------------------ | ------------------------------------ | ------------------------------------ | ------------------------------------ | ------------------------------------ | ------------------------------------ | ------------------------------------ | ------------------------------------ | ------------------------------------ |
| Temperatura màxima registrada °C (°F)   | 3,9 (39)                             | 8,4 (47,1)                           | 14,2 (57,6)                          | 30,6 (87,1)                          | 36,5 (97,7)                          | 35,0 (95)                            | 37,1 (98,8)                          | 36,5 (97,7)                          | 32,4 (90,3)                          | 22,6 (72,7)                          | 13,8 (56,8)                          | 4,1 (39,4)                           | 37,1 (98,8)                          |
| Temperatura mínima registrada °C (°F)   | −42,7 (−44,9)                        | −43,2 (−45,8)                        | −36,5 (−33,7)                        | −24,3 (−11,7)                        | −7,3 (18,9)                          | −2,6 (27,3)                          | 2,6 (36,7)                           | −1,5 (29,3)                          | −7,6 (18,3)                          | −20,4 (−4,7)                         | −37,6 (−35,7)                        | −44,1 (−47,4)                        | −44,1 (−47,4)                        |
| Temperatura diària màxima °C (°F)       | −12,4 (9,7)                          | −10,1 (13,8)                         | −2,1 (28,2)                          | 8,8 (47,8)                           | 18,2 (64,8)                          | 23,6 (74,5)                          | 24,6 (76,3)                          | 21,8 (71,2)                          | 15,5 (59,9)                          | 7,5 (45,5)                           | −3,7 (25,3)                          | −9,8 (14,4)                          | 6,8 (44,2)                           |
| Temperatura diària mínima °C (°F)       | −21,4 (−6,5)                         | −20,8 (−5,4)                         | −13,3 (8,1)                          | −1,6 (29,1)                          | 5,5 (41,9)                           | 11,5 (52,7)                          | 13,3 (55,9)                          | 10,8 (51,4)                          | 5,3 (41,5)                           | −0,7 (30,7)                          | −11,0 (12,2)                         | −18,4 (−1,1)                         | −3,4 (25,9)                          |
| Precipitació total mm (polzades)        | 21,1 (0,8)                           | 13,3 (0,5)                           | 16,7 (0,7)                           | 22,2 (0,9)                           | 35,9 (1,4)                           | 51,4 (2)                             | 71,5 (2,8)                           | 54,3 (2,1)                           | 42,4 (1,7)                           | 30,4 (1,2)                           | 30,5 (1,2)                           | 26,3 (1)                             | 416,0 (16,4)                         |
| Font: https://ishim.pogoda-segodnya.ru/ |                                      |                                      |                                      |                                      |                                      |                                      |                                      |                                      |                                      |                                      |                                      |                                      |                                      |